# Liste des députés de Saône-et-Loire
 (mai 2025).
Cet article est une liste des députés élus pour le département français de Saône-et-Loire, entre 1789 et 2022, avec les résultats par circonscriptions.
Actuellement, la Saône-et-Loire est représentée à l'Assemblée nationale par cinq députés.

## Cinquième République

### XVIelégislature(2024-...)
| Circonscription     | Député             | Parti | Parti | Suppléant        | Autre mandat                                                                                     |
| ------------------- | ------------------ | ----- | ----- | ---------------- | ------------------------------------------------------------------------------------------------ |
| 1re circonscription | Benjamin Dirx      |       | RE    | Anne Brochette   |                                                                                                  |
| 2e circonscription  | Josiane Corneloup  |       | LR    | Antoine Accary   | Conseillère départementale du canton de Charolles Conseillère municipale de Saint-Bonnet-de-Joux |
| 3e circonscription  | Aurélien Dutremble |       | RN    | Sandrine Baroin  | Conseiller municipal de Mâcon Conseiller régional de Bourgogne-Franche-Comté                     |
| 4e circonscription  | Éric Michoux       |       | UDR   | Jacqueline Clero | Conseiller municipal d'Épervans                                                                  |
| 5e circonscription  | Arnaud Sanvert     |       | RN    | Christophe Appay |                                                                                                  |

L'élection d'Arnaud Sanvert a été annulée par le Conseil constitutionnel, le 7 mars 2025.
Le 25 mai 2025, Sébastien Martin, candidat de la Droite et du Centre sans l’investiture du parti Les Républicains, a été élu pour remplacer Arnaud Sanvert. Son suppléant est Lionel Duparay.

### XVIelégislature(2022-2024)
| Circonscription     | Député            | Parti | Parti | Suppléant           | Autre mandat                                                                                     |
| ------------------- | ----------------- | ----- | ----- | ------------------- | ------------------------------------------------------------------------------------------------ |
| 1re circonscription | Benjamin Dirx     |       | RE    | Anne Brochette      |                                                                                                  |
| 2e circonscription  | Josiane Corneloup |       | LR    | Arnaud Labaune      | Conseillère départementale du canton de Charolles Conseillère municipale de Saint-Bonnet-de-Joux |
| 3e circonscription  | Rémy Rebeyrotte   |       | RE    | Danièle Picard      |                                                                                                  |
| 4e circonscription  | Cécile Untermaier |       | PS    | Frédéric Cannard    |                                                                                                  |
| 5e circonscription  | Louis Margueritte |       | RE    | Marie-Claude Jarrot |                                                                                                  |

### XVelégislature(2017-2022)
| Circonscription     | Député            | Parti | Parti | Suppléant                | Autre mandat                                                                    |
| ------------------- | ----------------- | ----- | ----- | ------------------------ | ------------------------------------------------------------------------------- |
| 1re circonscription | Benjamin Dirx     |       | REM   | Véronique-Laure Verraest |                                                                                 |
| 2e circonscription  | Josiane Corneloup |       | LR    | Lionnel Martelin         | Conseillère départementale du canton de Charolles Maire de Saint-Bonnet-de-Joux |
| 3e circonscription  | Rémy Rebeyrotte   |       | REM   | Marine Mangione          |                                                                                 |
| 4e circonscription  | Cécile Untermaier |       | PS    | Frédéric Cannard         |                                                                                 |
| 5e circonscription  | Raphaël Gauvain   |       | REM   | Caroline Ghulam Nabi     |                                                                                 |

### XIVelégislature(2012-2017)
L'aire géographique des circonscriptions de Saône-et-Loire est modifiée à partir des élections de 2012 et le nombre des députés du département passe de six à cinq.
| Circonscription     | Identité              | Parti | Suppléant             |
| ------------------- | --------------------- | ----- | --------------------- |
| 1re circonscription | M. Thomas Thévenoud   | PS    | Mme Nicole Clément    |
| 2e circonscription  | Mme Édith Gueugneau   | ex-PS | M. Christian Bonnot   |
| 3e circonscription  | M. Philippe Baumel    | PS    | Mme Ghislaine Colombo |
| 4e circonscription  | Mme Cécile Untermaier | PS    | M. Frédéric Cannard   |
| 5e circonscription  | M. Christophe Sirugue | PS    | M. Didier Mathus      |

### XIIIelégislature(2007-2012)
| Circonscription     | Identité              | Parti | Suppléant                      |
| ------------------- | --------------------- | ----- | ------------------------------ |
| 1re circonscription | M. Gérard Voisin      | UMP   | M. Lucien Zajdel               |
| 2e circonscription  | M. Jean-Marc Nesme    | UMP   | M. Claude Balestrieri          |
| 3e circonscription  | M. Jean-Paul Anciaux  | UMP   | Mme Christiane Ferrari         |
| 4e circonscription  | M. Didier Mathus      | PS    | Mme Paulette Ackermann         |
| 5e circonscription  | M. Christophe Sirugue | PS    | Mme Françoise Verjux-Pelletier |
| 6e circonscription  | M. Arnaud Montebourg  | PS    | M. Rémi Chaintron              |

### XIIelégislature(2002-2007)
| Circonscription     | Identité                                          | Parti | Suppléant(e)                                           |
| ------------------- | ------------------------------------------------- | ----- | ------------------------------------------------------ |
| 1re circonscription | M. Gérard Voisin                                  | UMP   | M. Robert Rolland                                      |
| 2e circonscription  | M. Jean-Marc Nesme                                | UMP   | M. Claudio Balestrieri                                 |
| 3e circonscription  | M. Jean-Paul Anciaux                              | UMP   | Mme Christiane Ferrari                                 |
| 4e circonscription  | M. Didier Mathus                                  | PS    | Mme Paulette Ackermann                                 |
| 5e circonscription  | M. Dominique Perben nommé au Gouvernement en 2002 | UMP   | M. Dominique Juillot député du 19/07/2002 au 19/6/2007 |
| 6e circonscription  | M. Arnaud Montebourg                              | PS    | M. Rémi Chaintron                                      |

### XIelégislature(1997-2002)
| Circonscription     | Identité             | Parti | Suppléant(e)              |
| ------------------- | -------------------- | ----- | ------------------------- |
| 1re circonscription | M. Gérard Voisin     | DL    | M. Robert Rolland         |
| 2e circonscription  | M. Jacques Rebillard | PRG   | M. Jean-Paul Drapier (PS) |
| 3e circonscription  | M. André Billardon   | PS    | M. Didier Martinet        |
| 4e circonscription  | M. Didier Mathus     | PS    | M. André Quincy           |
| 5e circonscription  | M. Dominique Perben  | RPR   | M. André Gentien          |
| 6e circonscription  | M. Arnaud Montebourg | PS    | M. Jean-Luc Vernay        |

### Xelégislature(1993-1997)
| Circonscription     | Identité | Parti  | Suppléant                                  |
| ------------------- | --- | ------ | ------------------------------------------ |
| 1re circonscription | M. Gérard Voisin | UDF-PR | M. Robert Rolland                          |
| 2e circonscription  | M. Jean-Marc Nesme | UDF-PR | M. Joseph Wackenheim                       |
| 3e circonscription  | M. Jean-Paul Anciaux | RPR    | M. Philippe Bouthier                       |
| 4e circonscription  | M. Didier Mathus | PS     | M. André Quincy                            |
| 5e circonscription  | M. Jean-Paul Émorine en remplacement de M. Dominique Perben nommé au Gouvernement en 1993 M. André Gentien en remplacement de M. Dominique Perben nommé au Gouvernement de 1995 à 1997 | RPR    | M. Jean-Paul Émorine puis M. André Gentien |
| 6e circonscription  | M. René Beaumont | UDF-PR | M. Georges Guillemin (RPR)                 |

### IXelégislature(1988-1993)
| Circonscription     | Identité                                                                               | Parti  | Suppléant                  |
| ------------------- | -------------------------------------------------------------------------------------- | ------ | -------------------------- |
| 1re circonscription | M. Jean-Pierre Worms                                                                   | PS     | M. Paul Dargaud            |
| 2e circonscription  | M. Jean-Marc Nesme                                                                     | UDF-PR | M. Bernard Rizet           |
| 3e circonscription  | M. Bernard Loiseau en remplacement de M. André Billardon nommé au Gouvernement en 1992 | PS     |                            |
| 4e circonscription  | M. Didier Mathus en remplacement de M.Pierre Joxe nommé au Gouvernement en 1988        | PS     |                            |
| 5e circonscription  | M. Dominique Perben                                                                    | RPR    | M. Jean-Paul Émorine       |
| 6e circonscription  | M. René Beaumont                                                                       | UDF-PR | M. Georges Guillemin (RPR) |

La sixième circonscription de Saône-et-Loire a été créée par la loi relative à la délimitation des circonscriptions pour l'élection des députés, surnommée "redécoupage Pasqua" (du nom de Charles Pasqua, ministre de l'intérieur en 1986) (Publication au JORF du 25 novembre 1986 sur http://www.legifrance.gouv.fr/, site du service public de la diffusion du droit en France. Consulté le 13 juin 2007. Cette loi crée en outre 86 nouvelles circonscriptions législatives en France, leur nombre total passant de 491 à 577.)

### VIIIelégislature(1986-1988)
Scrutin proportionnel plurinominal par département, pas de député par circonscription, ni de suppléant.
| Identité                                                                   | Parti  |
| -------------------------------------------------------------------------- | ------ |
| M. Jean-Pierre Worms                                                       | PS     |
| M. Roger Couturier en remplacement de M. André Jarrot élu Sénateur en 1986 | RPR    |
| M. André Billardon                                                         | PS     |
| M. Pierre Joxe                                                             | PS     |
| M. Dominique Perben                                                        | RPR    |
| M. René Beaumont                                                           | UDF-PR |

NB : Pour les élections législatives de 1986 les circonscriptions classiques ont été supprimées à l'occasion de l'adoption d'un mode de scrutin proportionnel de liste, dans le cadre départemental. Le nombre des députés a également été augmenté, pour mieux représenter des départements dont la population avait augmenté, sans diminuer le nombre de députés des autres départements.

### VIIelégislature(1981-1986)
| Circonscription     | Identité                                                                          | Parti | Suppléant          |
| ------------------- | --------------------------------------------------------------------------------- | ----- | ------------------ |
| 1re circonscription | M. Jean-Pierre Worms                                                              | PS    | M. Roger Gautheron |
| 2e circonscription  | M. Paul Duraffour                                                                 | MRG   | M. Roger Luquet    |
| 3e circonscription  | M. André Billardon                                                                | PS    | M. Bernard Loiseau |
| 4e circonscription  | M. André Lotte (décédé en cours de mandat en 1984) remplacé par M. Roger Leborne  | PS    | M. Roger Leborne   |
| 5e circonscription  | M. Maurice Mathus en remplacement de M. Pierre Joxe nommé au Gouvernement en 1984 | PS    | M. Maurice Mathus  |

### VIelégislature(1978-1981)
| Circonscription     | Identité           | Parti            | Suppléant            |
| ------------------- | ------------------ | ---------------- | -------------------- |
| 1re circonscription | M. Philippe Malaud | Non inscrit CNIP | M. Gérard Voisin     |
| 2e circonscription  | M. Paul Duraffour  | MRG              | M. Roger Luquet (PS) |
| 3e circonscription  | M. André Billardon | PS               | M. Bernard Loiseau   |
| 4e circonscription  | M. André Jarrot    | RPR              | M. Jean Braillon     |
| 5e circonscription  | M. Pierre Joxe     | PS               | M. André Camus       |

### Velégislature(1973-1978)
| Circonscription     | Identité                                                                             | Parti                     | Suppléant                 |
| ------------------- | ------------------------------------------------------------------------------------ | ------------------------- | ------------------------- |
| 1re circonscription | M. Romain Buffet en remplacement de M. Philippe Malaud nommé au gouvernement en 1973 | Républicains indépendants | M. Romain Buffet          |
| 2e circonscription  | M. Paul Duraffour                                                                    | PRG                       | M. François Lacharme (PS) |
| 3e circonscription  | M. Henri Lacagne                                                                     | UDR                       | M. Philibert Demeusois    |
| 4e circonscription  | M. Jean Braillon en remplacement de M. André Jarrot nommé au Gouvernement en 1974    | UDR                       | M. Jean Braillon          |
| 5e circonscription  | M. Pierre Joxe                                                                       | PS                        | M. André Camus            |

### IVelégislature(1968-1973)
| Circonscription     | Identité                                                                   | Parti                     | Suppléant              |
| ------------------- | -------------------------------------------------------------------------- | ------------------------- | ---------------------- |
| 1re circonscription | M. Romain Buffet remplace M. Philippe Malaud nommé au gouvernement en 1968 | Républicains indépendants | M. Romain Buffet       |
| 2e circonscription  | M. Paul Duraffour                                                          | FGDS                      | M. Louis Quéroy (SFIO) |
| 3e circonscription  | M. Henri Lacagne                                                           | UDR                       | M. Philibert Demeusois |
| 4e circonscription  | M. André Jarrot                                                            | UDR                       | M. Jean Braillon       |
| 5e circonscription  | M. Bernard Tremeau                                                         | UDR                       | M. Maurice Mazuy       |

### IIIelégislature(1967-1968)
| Circonscription     | Identité             | Parti                                    | Suppléant                 |
| ------------------- | -------------------- | ---------------------------------------- | ------------------------- |
| 1re circonscription | M. Louis Escande     | FGDS SFIO                                | M. Paul Dailly            |
| 2e circonscription  | M. Paul Duraffour    | FGDS                                     | M. Louis Quéroy (SFIO)    |
| 3e circonscription  | M. Gabriel Bouthière | FGDS Radical                             | M. René Beaucarnot (SFIO) |
| 4e circonscription  | M. André Jarrot      | Union démocratique pour la Ve République | M. Pierre-Henri Maréchal  |
| 5e circonscription  | M. Roger Lagrange    | FGDS SFIO                                | M. André Camus            |

### IIelégislature(1962-1967)
| Circonscription     | Identité             | Parti                             | Suppléant            |
| ------------------- | -------------------- | --------------------------------- | -------------------- |
| 1re circonscription | M. Louis Escande     | Socialiste                        | M. Paul Dailly       |
| 2e circonscription  | M. Paul Duraffour    | Rassemblement démocratique        | M. Louis Quéroy      |
| 3e circonscription  | M. Gabriel Bouthière | Rassemblement démocratique        | M. Georges Carthieux |
| 4e circonscription  | M. André Jarrot      | Union pour la nouvelle République | M. André Chossegros  |
| 5e circonscription  | M. André Moynet      | Républicains indépendants         | M. Pierre Chaix      |

### Irelégislature(1958-1962)
| Circonscription     | Identité           | Parti                                    | Suppléant           |
| ------------------- | ------------------ | ---------------------------------------- | ------------------- |
| 1re circonscription | M. Pierre Mariotte | Indépendants et paysans d'action sociale | M. Romain Buffet    |
| 2e circonscription  | M. Pierre Dufour   | Indépendants et paysans d'action sociale | M. Joseph Métrop    |
| 3e circonscription  | M. Jean Garnier    | Union pour la nouvelle République        | M. Pierre Baron     |
| 4e circonscription  | M. André Jarrot    | Union pour la nouvelle République        | M. André Chossegros |
| 5e circonscription  | M. André Moynet    | Indépendants et paysans d'action sociale | M. Marius Gautheron |

## Quatrième République
Élections de sept députés selon le scrutin de listes départementales à la « proportionnelle ».

### 3elégislature(janvier 1956 - juin 1958)
- Rémy Boutavant (PCF)
- Paul Devinat (Parti radical socialiste)
- Pierre Mazuez (Parti socialiste SFIO)
- André Moynet (Indépendants)
- Waldeck Rochet (PCF)
- Paul Vahé (divers droite)
- André Vuillien (PCF)

Résultats :
- Électeurs inscrits : 330 882 ; votants 257 911 ; suffrages exprimés : 249 891
- Liste du Parti communiste français (W. Rochet) : 73 091 suffrages (29,2 % des suffrages), 3 élus
- Liste du Parti socialiste SFIO (P. Mazuez) : 30 439 suffrages (12,2 %), 1 élu
- Liste d'Union et de fraternité française (poujadiste) (P. Vahé) : 29 280 suffrages (11,7 %), 1 élu
- Liste d'union des Indépendants et paysans (A. Moynet) : 27 869 suffrages (11,2 %), 1 élu
- Liste Rassemblement des gauches républicaines (P. Devinat) : 24 650 suffrages (9,9 %), 1 élu
- Autres listes, sans élu : Union des indépendants d'action démocratique (div. dr.), 16 705 voix (6,7 %) ; Républicaine d'union sociale (div. dr.), 16 478 voix ; Mouvement républicain populaire (MRP), 15 601 voix (6,2 %) ; 4 autres listes recueillent le reste des suffrages

### 2elégislature(juin 1951 - décembre 1955)
- Rémy Boutavant (PCF)
- Roger Devemy (MRP)
- Paul Devinat (Parti radical-socialiste)
- Pierre Mazuez (Parti socialiste SFIO)
- André Moynet (Indépendants)
- Joseph Renaud (RPF)
- Waldeck Rochet (PCF)

Résultats :
- Électeurs inscrits : 319 018 ; votants : 238 863 ; suffrages exprimés : 231 830
- Parti communiste[4] (W. Rochet) : 68 739 suffrages (29,6 %), 2 élus
- Rassemblement du peuple français (RPF) (J. Renaud) : 50 379 suffrages (21,7 %), 1 élu
- Union des Indépendants, des paysans et des républicains nationaux (A. Moynet) : 28 446 suffrages (12,3 %), 1 élu
- Parti socialiste SFIO (P. Mazuez) : 27 484 suffrages (11,8 %), 1 élu
- Parti radical-socialiste et RGR (P. Devinat) : 23 721 suffrages (10,2 %), 1 élu
- MRP (R. Devemy) : 20 960 suffrages (9 %), 1 élu
- Liste divers droite sans élu : 12 012 suffrages (5,2 %)

### 1relégislature (novembre 1946 - juin 1951)
- Patrice Bougrain démission en octobre 1949 et remplacé par Claudius Bachelet
- Rémy Boutavant (PCF)
- Roger Devemy (MRP)
- Paul Devinat (Parti radical socialiste)
- Pierre Mazuez (Parti socialiste SFIO)
- André Moynet
- Waldeck Rochet (PCF)

Résultats :
- Électeurs inscrits : 328 773 ; votants : 240 588 ; suffrages exprimés : 237 060
- Liste communiste et union républicaine et résistante (W. Rochet)[5] : 76 848 suffrages (32,4 % des suffrages), 2 élus
- Liste du Cartel républicain (P. Bougrain, A. Moynet) : 64 450 suffrages (27,2 %), 2 élus
- Liste socialiste SFIO (P. Mazuez) : 37 367 suffrages (15,7 %), 1 élu
- Liste du MRP (R. Devemy) : 32 384 suffrages (13,6 %), 1 élu
- Liste du RGR (P. Devinat) : 26 006 suffrages (11 %), 1 élu

## Assemblées nationales constituantes
Élection de six députés selon le scrutin de listes départementales à la proportionnelle.

### 2dconstituante (juin 1946 - octobre 1946)
- Patrice Bougrain (Républicain indépendant, RI)
- Roger Devemy (Mouvement républicain populaire, MRP)
- Paul Devinat (Parti radical-socialiste)
- Pierre Mazuez (Parti socialiste SFIO)
- François Mercier (PCF)
- Waldeck Rochet (PCF)

Résultats
- Électeurs inscrits : 328 412 ; votants : 257 270 ; suffrages exprimés : 254 546
- Liste communiste (Rochet) : 77 489 suffrages (30,4 % des suffrages), 2 élus
- Cartel républicain (Bougrain) : 51 539 suffrages (20,2 %), 1 élu
- SFIO (Mazuez) : 49 758 suffrages (19,5 %), 1 élu
- MRP (Devemy) : 46 237 suffrages (18,2 %), 1 élu
- Liste Rassemblement des gauches républicaines (RGR) (Devinat) : 29 523 suffrages (11,6 %), 1 élu

### 1reconstituante (octobre 1945 - mai 1946)
- Patrice Bougrain (RI)
- Roger Devemy (MRP)
- Louis Escande (Parti socialiste SFIO)
- Pierre Mazuez (Parti socialiste SFIO)
- François Mercier (PCF)
- Waldeck Rochet (PCF)

Résultats
- Électeurs inscrits : 329 189 ; votants : 248 643 ; suffrages exprimés : 243 511
- Liste communiste (W. Rochet) : 77 113 suffrages (31,7 % des suffrages), 2 élus
- Liste SFIO (Mazuez) : 56 138 suffrages (23 %), 2 élus
- Liste d'action sociale de la résistance (Bougrain) : 39 404 suffrages (16,2 %), 1 élu
- Liste MRP (Devemy) : 32 856 suffrages (13,5 %), 1 élu
- Autres listes, sans élu : liste radicale-socialiste (P. Devinat) : 17 451 suffrages (7,2 %) ; liste socialiste-démocratique : 15 273 suffrages (6,3 %) ; liste de la résistance et de la renaissance française : 5 276 suffrages

## Troisième République

### XVIelégislature (1936-1940)
Les élections législatives sont organisées au scrutin d'arrondissement majoritaire à deux tours de 1928 à 1936.
Il existe 8 circonscriptions (3 arrondissements sont partagés en 2 circonscriptions, données ici avec les villes principales)
- Circonscription Autun 1re (Autun - Épinac-les-Mines) :.................................... François Roux (SFIO - Front populaire)
- Circonscription Autun 2e (Le Creusot - Montcenis) :....................................... Victor Bataille (Alliance démocratique - droite)
- Circonscription Chalon 1re (Chalon-sur-Saône Nord - Montceau-les-Mines) :.... Georges Nouelle (SFIO - Front populaire)
- Circonscription Chalon 2e (Chalon-sur-Saône Sud - Chagny) :........................ Jean-Marie Thomas (SFIO - Front populaire)
- Circonscription Charolles 1re (Charolles- La Clayette) :................................... Charles Bouissoud (Alliance démocratique - droite)
- Circonscription Charolles 2e (Gueugnon - Bourbon-Lancy) :............................. Jean Laville décédé en 1938 remplacé par Paul Faure (SFIO - Front populaire)
- Circonscription  Louhans (arrondissement de Louhans):................................... René Burtin (SFIO - Front populaire)
- Circonscription  Mâcon (arrondissement de Mâcon) : ...................................... Henri Boulay (SFIO - Front populaire)

#### Vote du 10 juillet 1940
Le 10 juillet 1940, les députés de Saône-et-Loire se prononcent de la façon suivante lors du vote des pleins pouvoirs au maréchal Pétain :
- 6 votent « oui » : Victor Bataille, Charles Bouissoud, Henri Boulay, René Burtin, Georges Nouelle, François Roux
- 1 est absent, étant sur le Massilia : Jean-Marie Thomas
- 1 est absent, sans cause précise : Paul Faure (sera exclu de la SFIO à la Libération)

### XVelégislature (1932-1936)
- Autun 1re - ........ Henri Maupoil (radical-socialiste), élu Sénateur en 1936, non remplacé
- Autun 2e - ......... Victor Bataille (Droite, Groupe Gauche radicale)
- Chalon 1re - ...... Jean-Marie Thomas (SFIO)
- Chalon 2e - ....... Georges Nouelle (SFIO)
- Charolles 1re - ... Charles Bouissoud (Droite, Républicains de gauche)
- Charolles 2e - ... Jean Laville (SFIO)
- Louhans - ......... Claude Couillerot (Radical-socialiste)
- Mâcon - ........... Henri Boulay (SFIO)

### XIVelégislature (1928-1932)
Les élections législatives furent au scrutin d'arrondissement majoritaire à deux tours de 1928 à 1936.
- Autun 1re - ........ Henri Maupoil (radical-socialiste)
- Autun 2e - ......... Paul Faure (SFIO)
- Chalon 1re - ...... Jean-Marie Thomas (SFIO)
- Chalon 2e - ....... Georges Nouelle (SFIO)
- Charolles 1re - ... Charles Bouissoud (droite, groupe des Républicains de gauche)
- Charolles 2e - ... Jean Laville (SFIO)
- Louhans - ......... René Burtin (SFIO)
- Mâcon - ........... Vincent Jacoulot (radical-socialiste) décédé le 30 avril 1931, remplacé par Henri Boulay (SFIO), élu le 19 juillet 1931

Source : Élections législatives 22-29 avril 1928 de Georges Lachapelle - https://gallica.bnf.fr/ark:/12148/bpt6k320439r.texteImage#

### XIIIelégislature (1924-1928)
Les élections législatives de 1924 sont organisées au scrutin proportionnel de liste. Elles marquent au niveau national national la victoire du cartel des gauches.
Liste socialiste
- Jean Bouveri (SFIO), Maire de Montceau-les-Mines décédé le 3 juillet 1927, non remplacé
- Paul Faure (SFIO), Rédacteur en chef du journal Le Populaire, Paris
- Théo Bretin (SFIO), Conseiller municipal de Chagny
- Élie Bonin (SFIO), Cultivateur
- Georges Nouelle (SFIO), Professeur de sciences

Liste Union des Gauches
- Henri Maupoil (Parti radical et radical-socialiste), Conseiller général, maire de Dezize-lès-Maranges, viticulteur

Liste de Concentration républicaine
- Henri Claude Maître, Non-inscrit, Publiciste
- Joseph Faisant, Gauche radicale, Vice-Président du Conseil général, maire de La Clayette, décédé le 22 janvier 1926, non remplacé

Source : Barodet sur le site de l'Assemblée Nationale - https://bibnum.sciencespo.fr/s/catalogue/ark:/46513/sc16m1m0#?c=&m=&s=&cv=
Résultats
- Électeurs inscrits : 168 677 ; votants : 142 401 ; suffrages exprimés : 140 872
- Liste socialiste SFIO : 67 992 suffrages (48,3 % des suffrages), 5 élus
- Liste de concentration républicaine (droite) : 44 927 suffrages (31,9 %), 2 élus
- Liste d'Union des gauches (radicale-socialiste) : 20 050 suffrages (14,2 %), 1 élu
- Listes sans élu : Liste communiste, 6 427 suffrages (4,6 %) ; liste divers droite, 458 suffrages

### XIIelégislature (1919-1924)
Les élections législatives de 1919 sont organisées au scrutin proportionnel de liste. Elles marqrent au niveau national la victoire du Bloc national de centre droit.
Liste de concentration républicaine
- Julien Simyan, Conseiller général, maire de Cluny, Parti radical et radical-socialiste, élu sénateur en 1921, non remplacé
- Joseph Faisant, Vice-Président du Conseil général, maire de La Clayette, Action républicaine et sociale
- Henri Poncet, Conseiller général, maire de La Motte-Saint-Jean, Parti radical et radical-socialiste
- Henri Claude Maître, Républicain socialiste
- Noël Jannin, Conseiller général, maire d'Ouroux, Républicain de gauche (modéré)
- Jean Cordelle, Républicain de gauche (modéré)
- Charles Tisseyre, Action républicaine et sociale
- Émile Decoëne-Racouchot, Conseiller général, Parti radical et radical-socialiste
- Jean Lavau, Maire de Mâcon, Parti radical et radical-socialiste

Source : Barodet, sur le site de l'Assemblée Nationale - https://bibnum.sciencespo.fr/s/catalogue/ark:/46513/sc16m2kz#?c=&m=&s=&cv=

### XIelégislature (1914-1919)
De 1876 à 1919 (élection de 1914), le département de Saône-et-Loire est représenté à la Chambre des députés par 9 élus. Les arrondissements d'Autun, Chalon, Charolles et Mâcon sont scindés en deux circonscriptions. Seul l'arrondissement de Louhans n'élit qu'un député. Le scrutin est majoritaire, uninominal à deux tours, sauf en 1885.
En 1914, sont élus 4 députés radicaux, 3 députés socialistes (SFIO), 1 républicain-socialiste et 1 député de droite.
- Autun 1re -  Germain Périer, Gauche démocratique/Droite, décédé le 17 juillet 1916, non remplacé
- Autun 2e - Georges Bras, SFIO
- Chalon 1re - Jean Bouveri, SFIO
- Chalon 2e - Théo Bretin, SFIO
- Charolles 1re - Joseph Faisant, Radical socialiste
- Charolles 2e - Henri Poncet, Radical socialiste
- Louhans - Henri Claude Maître, Républicain socialiste
- Mâcon 1re - Fernand Dubief, Radical socialiste, décédé le 4 juin 1916, non remplacé
- Mâcon 2e - Julien Simyan, Radical socialiste

Sources : Journal Le Temps du 28 avril et du 12 mai 1914 sur Gallica - ,.

### Xelégislature (1910-1914)
- Autun 1re :  Germain Périer, Gauche démocratique
- Autun 2e : Claude Coureau, Gauche démocratique
- Chalon 1re : Jean Bouveri, Socialistes unifiés
- Chalon 2e : Jacques Chaussier, Radical socialiste
- Charolles 1re : Emmanuel Chavet, Gauche radicale
- Charolles 2e : François Ducarouge, Socialistes unifiés, décédé le 8 mai 1913, remplacé par Pierre Merle, Socialistes unifiés, élu le 6 août 1913
- Louhans : Henri Claude Maître, Radical socialiste
- Mâcon 1re : Jean-Pierre Simonet, Radical socialiste
- Mâcon 2e : Julien Simyan, Radical socialiste

Sources : Journal Le Temps du 24 avril et du 8 mai 1910 sur Gallica - ,.

### IXelégislature (1906-1910)
- Autun 1 - Germain Perier, Républicain (Gauche radicale)
- Autun 2 - Eugène II Schneider, Action libérale
- Chalon 1 - Jean Bouveri, Socialistes unifiés
- Chalon 2 - Jacques Chaussier, Radical socialiste
- Charolles 1 - Emmanuel Chavet, Républicain (Gauche radicale)
- Charolles 2 - Ferdinand Sarrien, Républicain (Gauche radicale) élu sénateur en 1908, remplacé par François Ducarouge, socialistes parlementaires, élu le 27 décembre 1908
- Louhans - Claude Petitjean, Radical socialiste
- Mâcon 1 - Fernand Dubief, Radical socialiste
- Mâcon 2 - Julien Simyan, Radical socialiste

Sources : Journal Le Temps du 6 et du 22 mai 1906 sur Gallica - ,.

### VIIIelégislature (1902-1906)
- Autun 1 - Germain Perier, Républicain
- Autun 2 - Eugène II Schneider, Conservateur
- Chalon 1 - Jean Bouveri, Socialiste
- Chalon 2 - Jacques Chaussier, Radical
- Charolles 1 - Gabriel Chevalier, Républicain
- Charolles 2 - Ferdinand Sarrien, Radical
- Louhans - Claude Petitjean, Radical socialiste
- Mâcon 1 - Fernand Dubief, Radical socialiste
- Mâcon 2 - Julien Simyan, Radical socialiste

Source : journal Le Temps du 29 avril et du 13 mai 1902 sur Gallica,.

### VIIelégislature (1898-1902)
- Autun 1 : Germain Périer, Républicain
- Autun 2 : Eugène II Schneider, Rallié
- Chalon 1 : Charles Boysset, radical-socialiste, décédé en 1901, remplacé par Jean Bouveri, Socialiste
- Chalon 2 : Léon Gillot, Radical élu sénateur en 1900, remplacé par Jacques Chaussier, Radical Socialiste
- Charolles 1  : Emmanuel Chavet, Républicain Démocratique
- Charolles 2 : Ferdinand Sarrien, Radical
- Louhans : Louis Mathey, Radical
- Mâcon 1 : Fernand Dubief, Radical
- Mâcon 2 : Julien Simyan, Radical Socialiste

Source : journal Le Temps du 10 mai et du 24 mai 1898 sur Gallica,.

### VIelégislature (1893-1898)
- Autun 1 - Gabriel Magnien,  Radical
- Autun 2 - Henri Schneider, Conservateur
- Chalon 1 - Charles Boysset, Radical
- Chalon 2 - Léon Gillot, Radical
- Charolles 1 - Hippolyte Franc, Républicain
- Charolles 2 - Ferdinand Sarrien, Radical
- Louhans - Lucien Guillemaut, Républicain
- Mâcon 1 - Fernand Dubief, Radical
- Mâcon 2 - Pierre-Henri de Lacretelle, Radical

Source : journal Le Temps du 22 août et du 5 septembre 1893 sur Gallica,.

### Velégislature (1889-1893)
- Autun 1 - Gabriel Magnien, Radical
- Autun 2 - Henri Schneider, Boulangiste
- Chalon 1 - Charles Boysset, Radical
- Chalon 2 - Léon Gillot, Radical
- Charolles 1 - Jean-Baptiste Bouthier de Rochefort, Républicain, décédé en 1891, remplacé par Hippolyte Franc, Républicain
- Charolles 2 - Ferdinand Sarrien, Républicain
- Louhans - Lucien Guillemaut, Républicain
- Mâcon 1 - Étienne Boullay, Radical
- Mâcon 2 - Pierre-Henri de Lacretelle, Radical

Source : journal Le Temps du 24 septembre et du 8 octobre 1889 sur Gallica,.

### IVelégislature (1885-1889)
Les élections des 4 et 18 octobre 1885 ont lieu selon le scrutin de liste départementale, à deux tours. Trois listes sont constituées en Saône-et-Loire. Deux listes républicaines — l'une radicale, l'autre républicaine — et une liste réactionnaire. Deux hommes figurent sur les deux listes républicaines : ils sont élus au premier tour. La liste républicaine radicale arrive en tête et tous ses autres membres sont élus au second tour selon l'ordre donné ci-dessous.
- Ferdinand Sarrien élu au 1er tour : 75 106 voix pour 130 519 suffrages exprimés.
- Lucien Guillemaut élu au 1er tour : 73 617 voix
- Pierre-Henri de Lacretelle meilleur élu au 2e tour : 80 768 voix pour 140 897 suffrages exprimés
- Étienne Boullay
- Jean Félix Loranchet
- Charles Boysset
- Julien Simyan
- Hippolyte Prudhon
- Gabriel Magnien

### IIIelégislature (1881-1885)
- Autun 1 - François Gilliot
- Autun 2 - Émile Reyneau, décédé en 1884, remplacé par Félix Martin
- Chalon 1 - Charles Boysset
- Chalon 2 - Antoine Daron, décédé en 1883, remplacé par Jean Félix Loranchet
- Charolles 1 - Jean-Baptiste Bouthier de Rochefort
- Charolles 2 - Ferdinand Sarrien
- Louhans - Jules Logerotte, décédé en 1884 remplacé par Lucien Guillemaut
- Mâcon 1 - Guillaume Margue
- Mâcon 2 - Pierre-Henri de Lacretelle

### IIelégislature (1877-1881)
- Autun 1 - François Gilliot
- Autun 2 - Émile Reyneau
- Chalon 1 - Charles Boysset
- Chalon 2 - Antoine Daron
- Charolles 1 - Jean-Baptiste Bouthier de Rochefort
- Charolles 2 - Ferdinand Sarrien
- Louhans - Jules Logerotte
- Mâcon 1 - Guillaume Margue
- Mâcon 2 - Pierre-Henri de Lacretelle

### Irelégislature (1876-1877)
- Autun 1 - François Gilliot
- Autun 2 - Ferdinand Mathieu
- Chalon 1 - Charles Boysset
- Chalon 2 - Antoine Daron
- Charolles 1 - Jean-Baptiste Bouthier de Rochefort
- Charolles 2 - Ferdinand Sarrien
- Louhans - Jules Logerotte
- Mâcon 1 - Guillaume Margue
- Mâcon 2 - Pierre-Henri de Lacretelle

#### Vote lors de lacrise du 16 mai 1877
- 8 des députés du Saône-et-Loire signent le manifeste des 363 députés républicains opposés au ministère de Broglie : Jean-Baptiste Bouthier de Rochefort, Charles Boysset, Antoine Daron, François Gilliot, Pierre-Henri de Lacretelle, Jules Logerotte, Guillaume Margue, Ferdinand Sarrien.
- 1 député soutient ce gouvernement : Ferdinand Mathieu.

### Assemblée nationale (1871-1876)
12 représentants sont élus au scrutin de liste majoritaire les 8 février ou 2 juillet 1871. L'élection estivale est organisée pour remplacer deux des élus de février ayant opté pour un autre département (Thiers et Changarnier) et le député Puvis de Chavannes décédé.
- Charles Rolland, 1er élu le 8 février 1871 : 71 621 voix[24]
- (pour ordre : Adolphe Thiers, 71 160 voix. Élu dans 26 départements, il opte pour le département de la Seine)
- Félix Renaud, 70 063 voix
- Jean-Jacques Duréault, 69 914 voix
- (pour ordre : Nicolas Changarnier, 69 119 voix. Élu dans 4 départements, il opte pour représenter la Somme[25])
- Victor Pélissier, 68 618 voix
- Charles Émile Alexandre, 67 878 voix
- Ferdinand Mathieu, 67 658 voix
- Alexandre Jordan, 66 920 voix
- Philibert Bernard de La Guiche, 65 783 voix
- François-Antoine-Adolphe Puvis de Chavannes, 65 244 voix. Décédé à Bordeaux le 8 mars 1871
- Antoine Daron, 59 594 voix, 12e et dernier élu le 8 février 1871
- Pierre-Henri de Lacretelle, 1er élu de la liste républicaine le 2 juillet 1871 : 78 242 voix pour 103 778 votants
- Charles Guillemaut, élu le 2 juillet 1871 : 78 074 voix
- Charles Boysset, élu le 2 juillet 1871 : 69 746 voix

#### Votes deslois constitutionnelles de 1875
- Vote de l'Amendement Wallon, 30 janvier 1875 : 
8 des 12 députés de Saône-et-Loire votent l'amendement "fondateur" de la IIIe République[26] : Charles Émile Alexandre, Charles Boysset, Jean-Jacques Duréault, Charles Guillemaut, Pierre-Henri de Lacretelle, Victor Pélissier, Félix Renaud, Charles Rolland
2 députés votent contre : Alexis Jordan, Philibert Bernard de La Guiche
2 députés semblent ne pas avoir pris part au vote[27] : Antoine Daron, Ferdinand Mathieu
- Vote des Lois constitutionnelles de 1875 : la loi du 25 février 1875 est votée par 11 des 12 députés du département. Le seul vote contraire est émis par Philibert de La Guiche

## Second Empire

### IVelégislature(1869-1870)
- Albert Huet
- Henri Boutelier
- Eugène Ier Schneider
- Augustin Lacroix
- Jules Chagot

### IIIelégislature(1863-1869)
- Antoine de Chapuys de Montlaville décédé en 1866, remplacé par Henri Boutelier
- Louis-Antoine de Robin de Barbentane
- Eugène Ier Schneider
- Jules Chagot
- Hyacinthe Maublanc de Chiseuil

### IIelégislature(1857-1863)
- Louis-Antoine de Robin de Barbentane
- Théodore Guigue de Moreton de Chabrillan
- Eugène Ier Schneider
- Vivant-Jean Brunet-Denon

### Irelégislature(1852-1857)
- Louis-Antoine de Robin de Barbentane
- Théodore Guigue de Moreton de Chabrillan
- Eugène Ier Schneider
- Vivant-Jean Brunet-Denon

## Deuxième République
Élections au suffrage universel masculin à partir de 1848

### Assemblée nationale législative (1849-1851)
Les 12 élus de Saône-et-Loire, le 13 mai 1849 appartiennent à la Montagne, à gauche de l'échiquier politique. La liste démocrate-socialiste qui les a rassemblé est conduite par l'avocat parisien Alexandre Ledru-Rollin. Le résultat lui donne une large victoire : les deux tiers des votants, plus de 50 % des électeurs inscrits choisissent la République et les réformes démocratiques de celle-ci. 
- 146 966 électeurs sont inscrits
- 112 071 électeurs votent
- 73 971 voix (en moyenne) se portent sur la liste d'extrême gauche, selon l'ordre décroissant suivant[28] :
  1. Alexandre Ledru-Rollin, 42 ans, avocat : 75 510 voix. Mais Ledru-Rollin, élu dans plusieurs départements, choisit de représenter le Var. Il n'est remplacé qu'à la suite de deux scrutins partiels durant l'été 1849 (voir plus bas).
  2. Émiland Menand, 63 ans, avocat : 75 367 voix. Déchu le 13 juin 1849.
  3. Amédée Bruys, 31 ans, avocat : 74 975 voix
  4. Charles Boysset, 32 ans, avocat : 73 880 voix
  5. Guillaume Rougeot, 43 ans, propriétaire vigneron : 73 803 voix. Déchu le 13 juin 1849
  6. Jean-Paul Racouchot, 33 ans, propriétaire cultivateur : 73 703 voix
  7. Auguste Abraham Rolland, 26 ans, maître répétiteur : 73 670 voix. Déchu le 13 juin 1849
  8. François Landolphe, 40 ans, journaliste : 73 609 voix. Déchu le 13 juin 1849
  9. François Gindriez, 43 ans : 72 912 voix
  10. Victor Heitzmann, 33 ans, ouvrier mécanicien au Creusot : 72 898 voix. Déchu le 13 juin 1849
  11. Antoine Bard, 28 ans, notaire : 72 241 voix
  12. Claude François Jannot, 42 ans, caissier au Trésor public : 72 190 voix. Déchu le 13 juin 1849

Le 8 juillet 1849, Alphonse de Lamartine (largement battu en mai 1849 où il ne recueille que 38 972 voix) est élu par 29 093 voix (50 371 votants, 149 588 inscrits) pour remplacer Ledru Rollin. Mais également élu dans le Loiret, il choisit ce département, ce qui provoque une nouvelle élection partielle.
 Le 19 août 1849, est élu par 28 433 voix (56 580 votants, 150 253 inscrits)
- François Joly, 59 ans, avocat, ancien député de la Haute-Garonne

Les élus de mars 1850. Les six députés "montagnards", déchus à la suite de l'insurrection manquée du 13 juin 1849, sont condamnés à la déportation. Une élection a lieu le 10 mars 1850, pour les remplacer. Les électeurs de Saône-et-Loire envoient six nouveaux députés... montagnards, qui recueillent plus de 61 000 suffrages (pour 105 553 votants et 157 148 inscrits), bien que non originaires du département :
1. Noël Madier de Montjau, 36 ans (en 1850), avocat : 61 412 voix. Invalidé.
2. Alphonse Esquiros, 38 ans, écrivain : 61 351 voix. Invalidé
3. Frédéric Charrassin, 46 ans, avocat : 61 321 voix. Invalidé
4. Isidore Buvignier, 38 ans, avocat et journaliste : 61 315 voix. Invalidé
5. Charles Dain, 38 ans, avocat : 61 285 voix. Invalidé
6. Victor Hennequin, 34 ans, avocat et journaliste : 61 116 voix. Invalidé

Les six élus ont leur élection invalidée par la majorité bonapartiste de l'Assemblée Législative. Une nouvelle élection partielle a lieu le 28 avril 1850. Sauf Buvignier non candidat, remplacé par Colfavru, tous sont réélus avec un score supérieur à celui recueilli quelques semaines auparavant (pour 120 162 votants, et 154 15 inscrits). Sont élus, dans l'ordre décroissant des voix,
1. Noël Madier de Montjau : 73 109 voix
2. Alphonse Esquiros : 73 060 voix
3. Frédéric Charrassin : 73 014 voix
4. Charles Dain : 73 003 voix
5. Victor Hennequin : 72 822 voix
6. Jean-Claude Colfavru, 30 ans, avocat et journaliste : 71 290 voix

### Assemblée nationale constituante (1848-1849)
14 représentants du peuple sont élus le 23 avril 1848. Trois des élus, également élus dans d'autres départements, choisissent de ne pas représenter la Saône-et-Loire. La liste ci-dessous l'indique. Des élections complémentaires ont lieu le 4 juin 1848 pour compléter la représentation départementale.
En avril 1848 le corps électoral compte 149 063 inscrits. Il y eut 131 092 votants. Sont élus :
1. (pour ordre) Alphonse de Lamartine, 129 879 voix. Opte pour le département de la Seine
2. Claude-Louis Mathieu, 59 ans, ancien député de Mâcon, 127 042 voix
3. François Bourdon, 51 ans, ingénieur au Creusot, 127 008 voix
4. Charles Mathey, 54 ans, ancien député de Chalon, 126 451 voix
5. Auxonne Thiard de Bissy, 76 ans, ancien député de Chalon, 120 779 voix
6. Augustin Lacroix, 45 ans, ancien député de Charolles, 120 066 voix
7. Charles Rolland, 30 ans, maire de Mâcon, 117 864 voix
8. Philibert Pézerat, 59 ans, 104 369 voix
9. Richard Petitjean-Boussin, 63 ans, 88 943 voix
10. Jacques Édouard Reverchon, 46 ans, 83 584 voix
11. Emiland Menand, 62 ans, 77 994 voix
12. (pour ordre) Jules Bastide, 70 163 voix. Opte pour le département de Seine-et-Marne
13. (pour ordre) Alexandre Ledru-Rollin, 68 462 voix. Opte pour le département de la Seine
14. Amédée Bruys, 30 ans, 67 178 voix

En juin 1848, sont élus :
1. Charles Dariot, 45 ans, 31 191 voix
2. François Jeandot, 36 ans, 26 216 voix
3. Pierre Martin-Rey, 35 ans, 24 696 voix

## Chambre des députés (monarchie de Juillet)

### VIIelégislature(1846-1848)
Le 1er août 1846, ont lieu les élections de la 7e législature. Les 3 789 électeurs de Saône-et-Loire sont appelés à se prononcer. 2 877 votent. Le taux de participation des notables que sont ces électeurs est d'environ 76 %.
- Autun : ............ Eugène Schneider................................... élu par 236 suffrages (515 électeurs)
- Chalon 1re : ..... Charles Mathey....................................... élu par 205 suffrages (504 électeurs)
- Chalon 2e : ...... Auxonne Thiard de Bissy......................... élu par 344 suffrages (691 électeurs)
- Charolles : ........ Philibert Bernard de La Guiche................ élu par 242 suffrages (650 électeurs)
- Louhans : .......... Benoît-Marie-Louis-Alceste Chapuys de Montlaville........... élu par 278 suffrages (464 électeurs)
- Mâcon 1re : ...... Alphonse de Lamartine............................ élu par 320 suffrages (481 électeurs)
- Mâcon 2e : ....... Claude-Louis Mathieu............................. élu par 293 suffrages (486 électeurs)

### VIelégislature(1842-1846)
Le 9 juillet 1842, 2661 électeurs (sur 3 344 inscrits) votent :
- Autun : .......Adolphe Schneider décédé en août 1845, remplacé le 13 septembre par Eugène Schneider
- Chalon 1re : ....... Auxonne Thiard de Bissy, qui opte pour les Côtes-du-Nord, remplacé (élection du 13 février 1843) par Édouard Burignot de Varenne
- Chalon 2e : ....... Vivant-Jean Brunet-Denon
- Charolles : ........Augustin Lacroix
- Louhans : ..........Benoît-Marie-Louis-Alceste Chapuys de Montlaville
- Mâcon 1re : ........Alphonse de Lamartine
- Mâcon 2e : .........Claude-Louis Mathieu

### Velégislature(1839-1842)
Élections du 2 mars 1839, 2 641 électeurs votent pour élire :
- Autun : ............. Jules Aymond de Montépin
- Chalon 1re : ...... Fortuné Petiot-Groffier
- Chalon 2e : ....... Gilbert Bachelu
- Charolles : ........ Pierre Lambert
- Louhans : .......... Benoît-Marie-Louis-Alceste Chapuys de Montlaville
- Mâcon 1re : ...... Alphonse de Lamartine
- Mâcon 2e : ....... Claude-Louis Mathieu

### IVelégislature(1837-1839)
Le 4 novembre 1837, 2 410 électeurs (pour 3 110 inscrits) élisent :
- Autun : ............. Jules Aymond de Montépin
- Chalon 1re : ...... Fortuné Petiot-Groffier
- Chalon 2e : ....... (pour ordre) Auxonne Thiard de Bissy. Élu aussi à Lannion, Thiard choisit cette circonscription. Il est remplacé lors d'une élection partielle le 3 mars 1838, par Gilbert Bachelu
- Charolles : ........ Pierre Lambert
- Louhans : .......... Benoît-Marie-Louis-Alceste Chapuys de Montlaville
- Mâcon 1re : ...... Alphonse de Lamartine (Mâcon-ville)
- Mâcon 2e : ....... (pour ordre) Alphonse de Lamartine. Élu dans les deux collèges de Mâcon, Lamartine opte pour le 1er. Une élection partielle pourvoit le 22 février 1838 à son remplacement dans le 2e collège mâconnais par Claude-Louis Mathieu

### IIIelégislature(1834-1837)
Le 21 juin 1834 les 2 817 électeurs du départements sont appelés à élire, 7  députés.

Il y a 2 206 votants qui répartis en 7 collèges, élisent
- Autun : ............. Jules Aymond de Montépin
- Chalon 1re : ...... Fortuné Petiot-Groffier
- Chalon 2e : ....... Bernard Henri Michel Lerouge
- Charolles : ........ Étienne-Gilbert de Drée
- Louhans : .......... Benoît-Marie-Louis-Alceste Chapuys de Montlaville
- Mâcon 1re : ...... (pour ordre) Alphonse de Lamartine est élu, mais élu également par les électeurs de la 2e circonscription de Dunkerque, il opte pour celle-ci. Une élection partielle a lieu le 10 janvier 1835. Est alors élu Claude-Louis Mathieu.
- Mâcon 2e : ....... Jean-Louis Delacharme

### IIelégislature(1831-1834)
Les élections de juillet 1831 se déroulent après le changement du régime électoral introduit par Louis-Philippe Ier. L'abaissement du cens électoral de 300 francs à 200 francs fait passer le corps électoral de Saône-et-Loire de 1 552 électeurs à 2 861 électeurs
Jusqu'en 1848 (élections de 1846), le département est divisé en 7 circonscriptions électorales. 7 députés sont élus au scrutin uninominal majoritaire :
- Autun : ............ Jules Aymond de Montépin
- Chalon 1re : ..... Auxonne Thiard de Bissy
- Chalon 2e : ...... Claude Tircuy de Corcelles
- Charolles : ........ Étienne-Gilbert de Drée
- Louhans : .......... Jean-Joseph-Philibert Guillemaut-Mailly, démissionnaire en avril 1833, est remplacé (élection du 1er juin 1833) par le baron Benoît-Marie-Louis-Alceste Chapuys de Montlaville
- Mâcon 1re : ...... Claude Philibert de Rambuteau, nommé Préfet de Paris en juin 1833, remplacé (élection du 10 août 1833) par Casimir Chardel
- Mâcon 2e : ....... Étienne-Charles-Auguste Brosse, mort en avril 1832, remplacé (élection du 12 juin 1832) par Pierre Duréault

### Irelégislature(1830-1831)
La Ire Législature de la monarchie de Juillet est effectuée par les députés élus en juin 1830, selon les règles électorales de la IIe Restauration.
- Autun ............ Jean-Paul de Fontenay, démissionne le 17 août 1830, remplacé (élection du 21 octobre 1830) par Jules Aymond de Montépin
- Chalon .......... Auxonne Thiard de Bissy
- Charolles ........ Étienne-Gilbert de Drée
- Mâcon ............. Claude Philibert de Rambuteau
- Joseph André Doria
- Claude-Henry-Étienne Bernard de Sassenay
- Henri-Louis de Chastellux

## Chambre des députés des départements (2deRestauration)

### Velégislature(23 juin-28 juillet 1830)
- Claude-Philibert Barthelot de Rambuteau ...... Mâcon
- Auxonne Thiard de Bissy ......................Chalon
- Jean-Paul de Fontenay ........................Autun
- Étienne-Gilbert de Drée ..................... Charolles
- Joseph André Doria
- Claude-Henry-Étienne Bernard de Sassenay
- Henri-Louis de Chastellux

### IVelégislature(1828-1830)
Élus les 17 et 21 novembre 1827 :
- Claude-Philibert Barthelot de Rambuteau, ....... Mâcon
- Auxonne Thiard de Bissy, ....... Chalon
- Jean-Paul de Fontenay, ........ Autun
- Arnould Humblot-Conté, ...... Charolles
- Joseph André Doria
- Louis Marie Hilaire Bernigaud de Chardonnet
- Abel Claude de Vichy-Champrond

L'élection de Bernigaud de Chardonnet est annulée en février 1828, car il ne justifie pas le cens exigé par la loi et, le même mois Arnould Humblot-Conté, également élu à Villefranche dans le Rhône, choisit ce département. Des élections partielles ont lieu les 10 et 21 avril 1828. Sont élus :
- Étienne-Gilbert de Drée, etc. Charolles
- Jean-Pierre Moyne-Petiot, etc. collège départemental

### IIIelégislature(1824-1827)
- Joseph André Doria, ............. Mâcon
- Auxonne Thiard de Bissy................................. Chalon
- Nicolas Serpillon .......................................... Autun
- Joseph Claude François de Beaurepaire ....... Charolles
- Antoine Bernard Carrelet de Loisy
- Abel-Jean-Baptiste Desvignes de Davayé
- Jean-Paul de Fontenay

### IIelégislature(1816-1823)

#### Élections de 1816
4 députés représentent la Saône-et-Loire, à la suite des élections des 25 septembre et 4 octobre 1816 :
- Antoine-Charles de Ganay
- Antoine Marie Paccard
- Joseph Claude François de Beaurepaire
- Joseph André Doria

#### Élections de 1820
7 députés représentent le département de Saône-et-Loire, à la suite des élections des 4 et 13 novembre 1820 : 4 sont élus par les collèges d'arrondissement électoral, 3 sont élus par le collège départemental. Ce mode de désignation est en vigueur jusqu'en 1830 inclus :
- Étienne Mayneaud Bizefranc de Lavaux, arrondissement de Mâcon et partie de l'arrondissement de Louhans
- Auxonne Thiard de Bissy, arrondissement de Chalon et partie de celui de Louhans
- Bernard Billardet, arrondissement d'Autun
- Arnould Humblot-Conté, arrondissement de Charolles
- Antoine Bernard Carrelet de Loisy
- Joseph André Doria
- Joseph Claude François de Beaurepaire

### Irelégislature(1815-1816)
6 députés représentent la Saône-et-Loire :
- Joseph André Doria
- Joseph Claude François de Beaurepaire
- Antoine-Charles de Ganay
- Claude Louis Bonne
- Côme Antoine Geoffroy
- Pierre-Marie Royer

## Chambre des représentants (Cent-Jours)(20 mars - 8 juillet 1815)
Le nombre des députés de Saône-et-Loire est de 9 : 4 sont élus par les électeurs de l'ensemble du département, 5 sont élus au niveau de chaque arrondissement. Les élections ont lieu du 12 au 14 mai 1815.
- Au niveau départemental, il fallut 4 tours de scrutin pour élire les 4 représentants. Sur les 266 électeurs inscrits, 103 prennent part au vote au premier tour. Sont élus (dans l'ordre de leur élection) :
  - Jean-François Simonnot, 47 ans, propriétaire à Chalon-sur-Saône, ville où il est sous-préfet de 1800 à 1815.
  - Jean Tupinier, 62 ans, ancien député sous le Directoire, juriste, demeurant à Tournus
  - Étienne-Gilbert de Drée, 55 ans, marquis, ancien militaire, propriétaire à Curbigny
  - Auxonne Thiard de Bissy, 42 ans, ancien militaire, propriétaire à Pierre-de-Bresse
- Au niveau des arrondissements, sont élus :
  - (Autun) : Jacques Martin, 54 ans, médecin à Couches
  - (Chalon : Claude-Marie Carnot, 60 ans, lieutenant colonel, résidant à Paris, frère cadet de Lazare Carnot
  - (Charolles) : Jean Baptiste Mayneaud de Pancemont, 60 ans, magistrat, baron de l'Empire.
  - (Louhans) : Louis Gabriel Philibert Debranges, 77 ans, sous-préfet de Louhans de 1800 à 1815
  - (Mâcon) : Jean Adrien Bigonnet, 60 ans, député sous le Directoire, maire de Mâcon.

## Chambre des députés des départements (1reRestauration)
- Antoine-Charles de Ganay
- Philibert Antoine Polissard
- Côme Antoine Geoffroy
- Gilbert Bruys de Charly

## Corps législatif(1800-1814)
- Auguste Creuzé de Lesser
- Antoine-Charles de Ganay
- Philibert Antoine Polissard
- Côme Antoine Geoffroy
- Jean Tupinier
- Antoine de La Méthérie-Sorbier
- Anne Joseph Boyelleau
- Gilbert Bruys de Charly
- Claude Larmagnac

## Conseil des Cinq-Cents(1795-1799)
La liste des élus du département de Saône-et-Loire est sujet à controverses. De nombreux élus en vendémiaire an IV le furent sur une liste complémentaire nationale parmi les anciens conventionnels et ne représentèrent finalement pas le département. En l'an V, puis en l'an VI, des élections furent annulées
- Ferdinand Guillemardet
- Jacques Souberbielle
- Charles Antoine Dujardin
- Jean-Baptiste Chamborre
- Jean-Pierre Gayet
- Gilbert Prudon
- Philibert Antoine Polissard
- Côme Antoine Geoffroy
- Nicolas Changarnier
- Jean Adrien Bigonnet
- Claude Roberjot
- Jacques Reverchon
- Jean-Baptiste Vaudelin
- Jean-Baptiste Moyne
- Antoine Chazauld

## Conseil des Anciens(1795-1799)
- Antoine de Mailly
- Claude Larmagnac
- Jean Tupinier
- Étienne Rubat
- Jean-Marie Gelin
- Étienne Maynaud de Bizefranc de Lavaux
- Jacques Reverchon

## Convention nationale(1792-1795)
11 députés et 6 suppléants. (L'âge indiqué à chaque nom est celui qu'ils ont en 1792)

### Députés
1. Jean-Marie Gelin, 51 ans, notaire à Charolles, administrateur du district, ancien député à la Législative.
2. Claude Laurent Masuyer, 40 ans, juge à Louhans, ancien député à la Législative. Est condamné à mort le 25 et exécuté le 29 ventôse an II (15 et 19 mars 1794). Il est remplacé dès le 31 juillet 1793 par Chamborre.
3. Jean-Louis Carra, 50 ans, homme de lettres, nommé dans sept départements, opte pour la Saône-et-Loire. Il est condamné à mort le 9 et guillotiné le 10 brumaire an II (30 et 31 octobre 1793) ; il est remplacé par Roberjot le 26 brumaire an II (16 novembre 1793).
4. Claude-Nicolas Guillermin, 39 ans, commandant de la garde nationale à Louhans. On annonce son décès à la Convention dans la séance du 19 avril 1793. Il est remplacé par Jacob le 26 mai 1793.
5. Jacques Reverchon, 42 ans, négociant à Vergisson, ancien député à la Législative.
6. Ferdinand Pierre Marie Dorothée Guillemardet, 27 ans, médecin, maire d'Autun.
7. Marc Antoine Baudot, 27 ans, médecin à Charolles, ancien député à la Législative. Il est décrété d'arrestation le 13 prairial an III (1er juin 1793) ; il est ensuite amnistié.
8. Mathieu-Nicolas Bertucat, 47 ans, avocat, maire de Paray-le-Monial.
9. Antoine de Mailly, 50 ans, président du département de Saône-et-Loire.
10. Marie-François Moreau, 28 ans, ingénieur du canal de Charolais, administrateur du département. Démissionnaire le 15 août 1793 ; il reste à son poste faute de suppléant.
11. Jean-Baptiste Cloots, dit Anacharsis, 37 ans, opte pour l'Oise.

### Suppléants
1. François-Agnès Mont-Gilbert, 45 ans, notaire à Bourbon-Lancy, remplace Cloots, le 27 septembre 1792.
2. Claude Jacob, 37 ans, procureur syndic du district de Marcigny. Remplace Guillermin le 26 mai 1793 ; donne sa démission le 16 septembre de la même année; il est remplacé par Millard le 26 vendémiaire an III (7 octobre 1794).
3. Jean-Baptiste Chamborre, 31 ans, avoué à Mâcon, remplace Claude Laurent Masuyer le 31 juillet 1793.
4. Charles Millard, 38 ans, commissaire au tribunal criminel du département. Remplace Jacob le 16 vendémiaire an II (7 octobre 1793).
5. Claude Roberjot, 40 ans, curé de Saint-Pierre de Mâcon, administrateur du district, remplace Carra le 26 brumaire an II (16 novembre 1793).
6. Peillon, cadet (Jean-Noël), négociant à Chalon, détenu comme suspect à Chalon. N'a pas été appelé à siéger.

### 16-17 janvier 1793: le vote des députés de Saône-et-Loire
1. Le procès de Louis XVI se clôt par un vote des députés de la Convention les 16 et 17 janvier 1793. Les représentants de chaque département, se prononcent publiquement sur le sort du roi. Le 14 janvier les administrateurs composant le Directoire du département de Saône-et-Loire à Mâcon appellent solennellement les Législateurs à se prononcer sur le sort de Louis Capet[33]
2. Les 11 députés du département se prononcent par un vote massif pour La mort.
3. Ils sont 8 à la voter[34]. Ce sont Gélin, Carra, Guillermin, Reverchon, Guillemardet, Baudot, Mailly, Moreau.
4. 2 députés votent L'indulgence. Ce sont Bertucat et Masuyer.
5. 1 député, Mongilbert, vote La mort avec sursis.

## Assemblée législative(1791-1792)
- 11 députés et 4 suppléants sont élus, entre le 29 août 1791 et le 1er septembre 1791 par un collège électoral de 678 électeurs[35]

### Députés
1. Pierre Garchery, juge de paix à Montcenis. 580 voix.
2. Claude-Henri Bijon, administrateur du district de Bourbon-Lancy.
3. Claude-Marie Journet, maire de Chalon-sur-Saône.
4. Jean-Marie Gelin, administrateur du district de Charolles.
5. Claude Laurent Masuyer, juge au tribunal du district de Louhans.
6. Étienne Rubat, juge au tribunal du district de Mâcon.
7. Claude James, juge au tribunal du district de Marcigny.
8. Charles Desplaces, juge de paix du canton de Saint-Prix. Est démissionnaire le 10 juillet 1792 et est remplacé par Baudot.
9. Jean-François Cornet jeune, maire de Chagny, district de Châlon.
10. Vivant Duroussin, juge au tribunal du district de Louhans.
11. Jacques Reverchon, négociant à Vergisson. 425 voix.

### Suppléants
1. Marc Antoine Baudot, médecin à Charolles. Remplace Desplaces, démissionnaire.
2. Georges-Marie Grisard, administrateur du directoire du district de Marcigny.
3. Auguste Lavaivre, maire de Bourbon-Lancy.
4. Victor de Lanneau, premier vicaire épiscopal d'Autun.

## États généraux de 1789etAssemblée constituante de 1789
L'âge mentionné pour chacun des députés est celui de l'année civile en 1789.
20 députés

### Bailliage d'Autun
Bailliages secondaires : Montcenis, Semur-en-Brionnais, Bourbon-Lancy (4 députés)
- Clergé.
  - 1. Talleyrand-Périgord (Charles-Maurice de), évêque d'Autun. 35 ans
- Noblesse
  - 2. Digoine du Palais (Ferdinand-Alphonse-Honoré, marquis de), seigneur de Mailly. Ancien capitaine de cavalerie, rapporteur des requêtes aux États de Bourgogne. 39 ans
- Tiers état
  - 3. Repoux (Jean-Marie), avocat au Parlement de Bourgogne établi à Autun. 46 ans
  - 4. Verchère de Reffye (Hugues-François), avocat à Marcigny, ville dont il est maire. 37 ans
- Suppléants
  - Noblesse
    - 1. Fontenay (Anne-Paul de), seigneur de Sommant, demeurant à Autun. N'a pas été appelé à siéger.

### Bailliage deChalon-sur-Saône
Bailliage principal sans bailliage secondaire (8 députés)
- Clergé
  - 1. Genetet (Philibert), curé d'Étrigny depuis 1752. 62 ans
  - 2. Oudot (François), curé de Savigny-en-Revermont. 49 ans
- Noblesse
  - 3. Bernard de Sassenay (Claude-Henri-Etienne), marquis de Sassenay. 28 ans (démissionne en novembre 1789)
  - 4. Burignot de Varenne (Jacques-Philibert), écuyer. 38 ans
- Tiers état
  - 5. Petiot (Jean-Joseph), avocat puis procureur du roi au bailliage de Chalon-sur-Saône. 38 ans
  - 6. Paccard (Antoine-Marie), avocat à Chalon-sur-Saône. 41 ans
  - 7. Sancy (Jean-Baptiste), avocat à Chalon-sur-Saône. 64 ans (démissionne en octobre 1789)
  - 8. Bernigaud de Grange (Jean-Louis), écuyer, lieutenant général au bailliage et siège présidial de Chalon-sur-Saône. 49 ans
- Suppléants
  - Noblesse
    - 1. Rully (Patrice-Gabriel-Bernard de Montessus, comte de), maître de camp commandant le Régiment du Maine-infanterie. 50 ans (siège à partir de novembre 1789)

  - Tiers état
    - 2. Sancy (Charles), lieutenant particulier, au bailliage de Chalon-sur-Saône. 31 ans (siège à partir de novembre 1789, succédant à son père, démissionnaire)
    - 3. Mathias (Jacques), avocat en parlement, premier échevin. N'a pas siégé

### Bailliage deCharolles
Bailliage principal sans bailliage secondaire. (4 députés)
- Clergé
  - 1. Baudinot (Adrien), licencié en théologie, curé de Paray-le-Monial. Refuse son élection et est remplacé par Pocheron (Sébastien), curé de Champvent.
- Noblesse
  - 2. La Coste de Messelière (Benjamin-Éléonor-Louis Frotier, marquis de), colonel de cavalerie, ministre plénipotentiaire. 29 ans
- Tiers état
  - 3. Geoffroy (Jean-Baptiste), avocat à Lyon, et résidant au Dravers, paroisse de Champvent. 39 ans
  - 4. Fricaud (Claude), avocat à Charolles, subdélégué de l'intendant de Bourgogne. 48 ans
- Suppléants
  - Clergé
    - 1. Pocheron (Sébastien), curé de Champvent. 44 ans. Remplace Baudinot qui a refusé son élection.

  - Noblesse
    - 2. Maynaud Bizefranc de Lavaux (Étienne), chef d'escadron de dragons. (ne siège pas)

  - Tiers état
    - 3. Baudinot (Claude-François), avocat en parlement, bailli de la ville de Paray-le-Monial. (ne siège pas)

### Bailliage deMâcon
Bailliage principal sans bailliage secondaire. (4 députés)
- Clergé
  - 1. Ducret (Jean), bachelier de Sorbonne, curé de Saint-André de Tournus. 39 ans
- Noblesse
  - 2. La Baume, comte de Montrevel (Florent-Alexandre-Melchior), comte du Saint-Empire, baron de Lugny et comte de Cruzilles, maréchal de camp. 54 ans
- Tiers état
  - 3. La Méthérie-Sorbier (Antoine de), avocat en parlement, demeurant à La Clayette. 38 ans
  - 4. Merle (André-Marie), avocat, maire de Mâcon. 35 ans
- Suppléants
  - Noblesse
    - 1. Desbois (Pierre-Antoine-Salomon), grand bailli d'épée du Mâconnais, capitaine du château de Mâcon. (ne siège pas)